# Wallula
Wallula – jednostka osadnicza w Stanach Zjednoczonych, w stanie Waszyngton, w hrabstwie Walla Walla.